# Hélio Sanches
Hélio Sanches, nascido em Cabo Verde a 10 de maio de 1991, é um jogador profissional de voleibol que joga atualmente pelo Sporting Clube de Portugal.

## Palmarés
- 1 Supertaça Portuguesa
- 1 Taça de Portugal